# Myrmarachne jacobsoni
Myrmarachne jacobsoni là một loài nhện trong họ Salticidae.
Loài này thuộc chi Myrmarachne. Myrmarachne jacobsoni được Eduard Reimoser miêu tả năm 1925.